# 高平镇 (泾川县)
高平镇，是中华人民共和国甘肃省平凉市泾川县下辖的一个乡镇级行政单位。

## 行政区划
高平镇下辖以下地区：
高平村、城南村、胡家峪村、三家村、塬边村、后庄村、袁家城村、东坡村、杜家村、原梁村、铁佛村、原尚村、草滩村、代家村、上梁村、下梁村、董家村、渠刘村、茜家沟村、大寺坳村、牛家咀村、任家寺村、上湾村、三十里铺村、石家槽村、黄家铺村、贾家洼村、寨子村和许家坡村。